# Snap!
Snap! is een eurodance- en rap-groep die in de eerste helft van de jaren negentig wereldwijd enkele grote hits scoorde. De groep had een aantal 
veranderingen in bezetting door de jaren heen, maar was het meest succesvol in de begintijd met rapper Turbo B, die meerapte op nummers als "The Power" en "Rhythm Is a Dancer".

## Bezetting
Snap! is een project van de Duitse producers Benito Benites (Michael Münzing) en John "Virgo" Garrett III (Luca Anzilotti). Vanaf 1985 waren ze actief in de groep Organisation for Fun samen met Sven Väth. De groep maakte hits met Bad News (1985) en Electrica Salsa (1987). Ook richtten ze het project 16 BIT op, dat een succes had met  Where Are You?. In 1990 viel de groep uiteen en gingen Münzing en Anzilotti verder met Snap!. Zij namen enkele platen op met de Amerikaanse zangeres Jackie Harris (voluit: Jaqueline Arlissa Harris), waarbij gebruikgemaakt werd van samples van de New Yorkse rapper Chill Rob G. Een sample van "Love's Gonna Get You" van Jocelyn Brown werd in 1990 gebruikt voor "The Power". Omdat het succes uitbleef en er problemen ontstonden tussen Chill Rob G en de andere groepsleden, besloten Benites en Garrett om Chill Rob G te vervangen door rapper Turbo B (echte naam: Durron Butler), die als militair in het Amerikaanse leger in Duitsland diende. Chill mocht als compensatie in de Verenigde Staten zijn versie van The Power uitbrengen; in de rest van de wereld zou de nieuwe versie met Turbo B worden uitgebracht. 
The Power werd een wereldhit, waaronder een nummer 1-hit in Nederland. Na een wereldtournee besloot Jackie Harris Snap! te verlaten om een eigen carrière te beginnen. Ze werd vervangen door Penny Ford (geb. 11 juni 1964). Snap! scoorde met Ford als zangeres verschillende grote hits, zoals Ooops Up, Cult of Snap (tegelijkertijd ook een hit in de versie van Hi Power) en Mary had a little boy.  
Langzamerhand ontstonden er meningsverschillen tussen Turbo B en de producers. Turbo B was het niet eens met de keuze van de eerste single van het tweede album (Rhythm is a dancer). Als compromis werd voor een andere single gekozen. Deze single (Colour of love) kwam in Nederland in de top 10, maar werd wereldwijd gezien geen groot succes. Inmiddels was Thea Austin zangeres van Snap! en werd Rhythm is a dancer als tweede single uitgebracht. Dit werd in 1992 de grootste hit van de groep in onder meer Nederland en Groot-Brittannië. Terwijl de single nog in de hitparades stond, verliet Turbo B Snap!. Ook Thea Austin verliet niet lang daarna de groep. Rhythm is a dancer bevatte de bekende zinsnede I'm as serious as cancer, when I say "Rhythm is a dancer".
De producers besloten zonder rapper verder te gaan. Thea Austin werd vervangen door Niki Haris, een voormalig achtergrondzangeres van Madonna. In deze periode scoorde Snap! twee grote hits met Exterminate en Do you see the light (looking for).
In 1994 werd Niki Haris vervangen door Summer (Paula Brown), die ongeveer tien jaar eerder in de televisieserie Fame speelde. Met Summer als zangeres scoorde Snap! weer twee hits, Welcome to Tomorrow (Are You Ready?) en The first the last eternity (till the end).
Na de bescheiden hit Rame in 1996 heeft Snap! in de Lage Landen geen hits meer gescoord. Wel zijn er nog enkele malen wijzigingen geweest in de samenstelling van de groep. De hits die Snap! sindsdien nog scoorde, zijn vooral remixes van eerdere hits.
Snap! treedt nog steeds op, zoals op 90's-party's. In 2018 trad Snap! als gastartiesten op tijdens Toppers in Concert in de Johan Cruijff ArenA.

## Discografie

### Albums
| Album met eventuele hitnotering(en) in de Nederlandse Album Top 100 | Datum van verschijnen | Datum van binnenkomst | Hoogste positie | Aantal weken | Opmerkingen |
| ------------------------------------------------------------------- | --------------------- | --------------------- | --------------- | ------------ | ----------- |
| World Power                                                         | 1990                  | 26-05-1990            | 13              | 40           | Goud        |
| The Madman's Return                                                 | 1992                  | 15-02-1992            | 8               | 36           | Goud        |
| The Madman's Return (Remix album)                                   | 1993                  | 06-02-1993            | 25              | 13           |             |
| Welcome to Tomorrow                                                 | 1994                  | 15-10-1994            | 7               | 31           |             |
| Snap! Attack - The Best Of Snap!                                    | 1996                  | 07-09-1996            | 8               | 13           | Goud        |
| Snap! Attack - The Remixes                                          | 1996                  | 07-09-1996            | 22              | 9            |             |

| Album met hitnotering(en) in de Vlaamse Ultratop 200 albums | Datum van verschijnen | Datum van binnenkomst | Hoogste positie | Aantal weken | Opmerkingen |
| ----------------------------------------------------------- | --------------------- | --------------------- | --------------- | ------------ | ----------- |
| Welcome to Tomorrow                                         | 1994                  | 01-04-1995            | 29              | 9            |             |
| Snap! Attack - The Best Of Snap!                            | 1996                  | 14-09-1996            | 18              | 6            |             |
| Snap! Attack - The Remixes                                  | 1996                  | 21-09-1996            | 43              | 1            |             |

### Singles
| Single met eventuele hitnotering(en) in de Nederlandse Top 40 | Datum van verschijnen | Datum van binnenkomst | Hoogste positie | Aantal weken | Opmerkingen                          |
| ------------------------------------------------------------- | --------------------- | --------------------- | --------------- | ------------ | ------------------------------------ |
| The Power                                                     | 1990                  | 17-03-1990            | 1(4wk)          | 14           | Goud                                 |
| Oops Up                                                       | 1990                  | 16-06-1990            | 2               | 11           |                                      |
| Cult of Snap (World Power Radio Mix)                          | 1990                  | 29-09-1990            | 7               | 7            |                                      |
| Mary Had a Little Boy                                         | 1990                  | 15-12-1990            | 2               | 10           |                                      |
| Megamix                                                       | 1991                  | 06-04-1991            | 6               | 8            |                                      |
| Colour of Love                                                | 1992                  | 04-01-1992            | 7               | 9            | Veronica Alarmschijf in 1991 Radio 3 |
| Rhythm Is a Dancer                                            | 1992                  | 25-04-1992            | 1(4wk)          | 18           | Platina / Hit van het jaar 1992      |
| Exterminate                                                   | 1992                  | 19-12-1992            | 5               | 14           |                                      |
| Do You See the Light (Looking For)                            | 1993                  | 29-05-1993            | 5               | 11           | Alarmschijf / met Niki Haris         |
| Welcome to Tomorrow (Are You Ready?)                          | 1994                  | 10-09-1994            | 8               | 11           |                                      |
| The First the Last Eternity (Till the End)                    | 1995                  | 25-02-1995            | 2               | 12           | Alarmschijf / Megahit                |
| The World in My Hands                                         | 1995                  | 14-10-1995            | 37              | 2            |                                      |
| Rame                                                          | 1996                  | 23-03-1996            | 28              | 6            |                                      |
| The Power (Remix)                                             | 1996                  | 06-07-1996            | tip11           | -            |                                      |
| Rhythm Is a Dancer (Remix)                                    | 1996                  | 19-10-1996            | tip7            | -            |                                      |
| Rhythm Is a Dancer 2003                                       | 2003                  | 29-03-2003            | tip15           | -            |                                      |

| Single met hitnotering(en) in de Vlaamse Ultratop 50 | Datum van verschijnen | Datum van binnenkomst | Hoogste positie | Aantal weken | Opmerkingen |
| ---------------------------------------------------- | --------------------- | --------------------- | --------------- | ------------ | ----------- |
| The First the Last Eternity (Til the End)            | 1995                  | 01-04-1995            | 2               | 13           |             |
| The World in My Hands                                | 1995                  | 23-09-1995            | 25              | 6            |             |
| Rame                                                 | 1996                  | 02-03-1996            | 24              | 12           |             |

### NPO Radio 2 Top 2000
| Nummer met noteringen in de NPO Radio 2 Top 2000 | '18  | '19  | '20  | '21  |
| ------------------------------------------------ | ---- | ---- | ---- | ---- |
| Rhythm Is a Dancer                               | 1829 | 1857 | 1901 | 1917 |

1. ↑  Een vetgedrukt getal geeft de hoogste notering aan.
2. ↑  2018 was het eerste jaar met een notering voor dit nummer.
3. ↑  Deze tabel is bijgewerkt tot en met de laatste editie (2024).